# Большой Заяцкий
Большо́й За́яцкий — остров на юго-западе Белого моря в Архангельской области. Входит в состав архипелага Соловецкие острова.

## География
Четвёртый по величине из шести основных островов Соловецкого архипелага. Расположен юго-западнее острова Соловецкий, отделён от него проливом Печаковская Салма. Севернее в Соловецком заливе находятся острова Сенные Луды, юго-западнее — остров Малый Заяцкий. На западе Заяцкие острова омываются проливом Западная Соловецкая Салма в котором расположены Заяцкая мель и острова Топы.
На острове расположены Андреевский скит и Каменные лабиринты.